# 이진재
이진재(1992년 5월 16일 ~ )는 대한민국의 전 축구 선수로, 포지션은 공격수였었다.